# 菲利佩·坎米罗阿噶
菲利佩·溫貝托·坎米羅阿噶·費南德茲（西班牙語：Felipe Humberto Camiroaga Fernández，1966年10月8日—2011年9月2日），已故智利電視節目主持人、演員和喜劇演員，曾是智利最受歡迎的演員之一。
坎米罗阿噶為智利國家電視台TVN主持了許多節目，包括早間脫口秀節目《Buenos Días a Todos》和深夜脫口秀節目《Animal Nocturno》。他還參演了幾部電視劇。
2011年9月2日，他在智利胡安·費爾南德斯群島附近的C-212軍用飛機失事中喪生，終年44歲。其死訊在 7 天后正式宣布，在TVN總部舉行葬禮演說後，他被安葬在聖地亞哥。他被追授多項獎項，包括2011年國家電視委員會頒發的“社會傳播者特別獎”。

## 外部連結
- 菲利佩·坎米罗阿噶在互联网电影资料库（IMDb）上的資料（英文）
- Felipe Camiroaga on Televisión Nacional de Chile's website （西班牙語）
- Felipe Camiroaga （页面存档备份，存于） on Twitter